# Сензас
Сенза́с (рос. Сензас) — селище у складі Таштагольського району Кемеровської області, Росія. Входить до складу Усть-Кабирзинського сільського поселення.
Стара назва — Синзас.

## Населення
Населення — 32 особи (2010; 64 у 2002).
Національний склад (станом на 2002 рік):
- шорці — 69 %